# Acacia leiophylla
Acacia leiocalyx — вид квіткових рослин з родини бобових. Ареал: Австралія (Південна Австралія).

## Середовище
Переважно росте на піщаних або суглинних ґрунтах як частина відкритих чагарникових угруповань і часто пов'язаний з видами евкаліпта маллі.

## Біоморфологічна характеристика
Це кущ або дерево може досягати висоти близько 4 метрів. Має гнучкі та голі гілочки. Голі вічнозелені філодії мають серпоподібну форму завдовжки від 10 до 13 см і вшир від 15 до 22 мм, вузькі біля основи з одною головною жилкою на кожній грані та без бічних жилок.